# فترة الصحو
فترة الصحو (بالإنجليزية: Lucid interval)‏، في طب الطوارئ، هي تحسّن مؤقت في حالة المريض بعد إصابة دماغية رضية، والتي بعدها تتدهور حالته. فترة الصحو تدل خصوصًا على نزف خارج الجافية. تظهر فترة الصحو في ما يقدّر بـ 20 حتى %50 من الذين يعانون من نزف خارج الجافية.